# Найсеауэ
Найсеауэ (нем. Neißeaue) — община в Германии, в земле Саксония. Подчиняется административному округу Дрезден. Входит в состав района Гёрлиц. Подчиняется управлению Вайсер Шёпс/Найсе. Население составляет 1869 человек (на 31 декабря 2010 года). Занимает площадь 47,29 км².
Община подразделяется на 7 сельских округов.

## Население
| Год  | Численность | Численность |
| ---- | ----------- | ----------- |
| 2017 | 1699        | [ 1 ]       |
| 2019 | 1705        | [ 3 ]       |
| 2021 | 1688        | [ 4 ]       |
| 2022 | 1697        | [ 5 ]       |
| 2023 | 1676        | [ 2 ]       |